# Persona 5
Persona 5 (яп. ペルソナ5 Пэрусона Файбу) — компьютерная ролевая игра, созданная студией P-Studio, входящей в состав японской компании Atlus. Японский релиз игры состоялся 15 сентября 2016 года для PlayStation 3 и PlayStation 4, в Европе игра поступила в продажу 4 апреля 2017 года. 30 июля 2017 года было объявлено, что игра получит аниме-адаптацию от студии A-1 Pictures. В июле 2020 было объявлено, что аниме получит английский дубляж.
Persona 5 — шестая основная игра в серии Persona и часть франшизы Megami Tensei. Действие игры разворачивается в той же вселенной, что и предыдущие выпуски сериала, но по сценарию с ними не связана. В отличие от предыдущих частей, где города были вымышлены, действие происходит в реальном городе Токио и немного на Гавайях. Главным героем, которым управляет игрок, является черноволосый молчаливый и безымянный подросток 16 лет, который носит кодовое имя Джокер. Он учится во втором классе старшей школы Сюдзин, переехал в Токио после того, как его отчислили из школы из-за ложного обвинения в нападении на могущественного конгрессмена. Позже он познакомился с ребятами с похожими проблемами и они вместе объединились и создали группу Призрачных Похитителей Сердец (яп. 心の怪盗団 Кокоро но кайто: дан, англ. Phantom Thieves of Hearts).
Игра была тепло встречена критиками и продалась рекордным для серии тиражом в 337 тысяч копий в первую неделю продаж в Японии. Через неделю после западного релиза Atlus сообщили, что игра продалась общим тиражом в 1,5 миллиона копий. К ноябрю 2017 года продажи достигли двух миллионов копий, что сделало игру самой продаваемой в серии.
Дополненная версия игры, Persona 5 Royal, вышла в Японии 31 октября 2019 года и 31 марта 2020 года в остальном мире для PlayStation 4. Persona 5 Royal расширяет историю, добавляя в сюжетную линию третий семестр и трёх действующих лиц: существо Хосе, гимнастку Касуми Ёсидзаву и школьного психолога Такуто Маруки, добавлены различные улучшения как графической составляющей, так и самой игры, расширяющие геймплей за счёт дополнительных занятий и локаций, множество правок и балансировки геймплея, нового контента (косметические предметы, новые персоны, включая также весь контент из оригинальной игры), режима челлендж-битв и новых механик, в частности ввода крюка-кошки протагонисту для прохождения локаций и третьего превращения персон. 12 июня 2022 стало известно, что Persona 5 Royal выйдет на Xbox Series X/S, Xbox One, PlayStation 5 и PC. 28 июня 2022 на Nintendo Direct Mini было сказано, что игры также выйдут на Nintendo Switch. Релиз состоялся 21 октября 2022 года.
17 апреля 2019 года Джокер стал играбельным бойцом в игре Super Smash Bros. Ultimate.
Также у игры есть продолжение в виде hack-n-slash игры Persona 5 Strikers для Playstation 4 и Nintendo Switch, события которой происходят спустя 4 месяца после финала оригинала, когда Джокер с Морганой возвращаются в Токио, чтобы провести летние каникулы с друзьями и навестить бывшего опекуна. В игре 2 новых персонажа: ИИ София и полицейский инспектор Дзэнкити Хасэгава. Разработкой игры занимались P-Studio совместно с Omega Force. Релиз в Японии состоялся 20 февраля 2020 года. 4 декабря 2020 года стало известно, что она выйдет на западе 23 февраля 2021 года.
P-Studio также разработала ритм-игру Persona 5 Dancing in Starlight, кроссовер между Persona 5 и Persona Q2.

## Сюжет

### Игровая вселенная
История Persona 5 сконцентрирована на трудностях жизни в современном обществе, ограниченном правилами, самим же обществом и установленными.
Сюжет разворачивается вокруг старшеклассника, переехавшего жить в Токио и поселившегося в кафе у знакомого своих родителей. Днём главный герой посещает школу и ведёт обычную жизнь, но спокойствие нарушает случайное попадание в альтернативную реальность Дворца и появление кота Морганы, после чего герой вместе со своими друзьями образовывает группу так называемых Призрачных Похитителей Сердец для исследования других Дворцов — мест, созданных силой эмоций человеческих сердец. Группа отправляется на похищение и искоренение злых помыслов и желаний людей из их душевного мира, которые рискуют обернуться опасностью для жителей реального мира.

### История
Призрачные Похитители Сердец, группа вигилантов под руководством главного героя по кодовому имени Джокер, спасается бегством из казино, на которое группа совершила набег. Протагонист пытается сбежать с украденным, но попадает в засаду, где его ловят, арестовывают и отправляют на допрос. На допросе его сильно избивают и вводят сыворотку правды. В полицейское управление прибывает Саэ Ниидзима, прокурор, которой протагонист рассказывает всю историю с самого начала.
За полгода до событий в казино главный герой получает условную судимость за нападение на могущественного политика Масаёси Сидо — на самом деле, протагонист ни на кого не нападал и просто хотел защитить девушку, до которой Сидо домогался. Благодаря связям Сидо на главного героя вешают судимость, испытательный срок и отправляют из родного города в Токио, где он должен прожить год, не нарушая закон; в противном случае его условный срок заменят на реальный. 9 апреля 20ХХ года протагонист прибывает в столицу Японии, где ему придётся жить с Содзиро Сакурой, который согласился присмотреть за главным героем год по просьбе одного из своих клиентов, знакомого родителей протагониста. В Токио главный герой начинает ходить в старшую школу Сюдзин, где его с прибытия окружает дурная слава хулигана и преступника.
После прибытия в Токио Джокер поселяется на чердаке кафе Leblanc, которым заведует Содзиро. В первые же дни главный герой попадает в Бархатную Комнату, где её хранитель, Игорь, объясняет парню, что ему предстоит некий курс «реабилитации», который поможет избежать таинственного разрушения. В качестве подарка Игорь оставляет главному герою загадочное приложение Nav, которое приводит главного героя в параллельную реальность подсознания, в так называемые «Дворцы». Эти миры созданы подсознательной силой людей с сильными желаниями, которые принимают форму целой реальности. Механизм работает просто: если украсть желания — так называемое «сокровище» — из сердца хозяина такого Дворца, он поймёт свою неправоту и сознаётся в своих злодеяниях.
На следующий дождливый день, Джокеру предстоит самостоятельно добраться до школы. По дороге туда он встречает вульгарного парня по имени Рюдзи, который поливает грязью учителя физкультуры. Приложения Игоря услышало слова Рюдзи и благодаря им, парни случайно оказались во Дворце.
Во Дворце парней ловит стража и сажает в темницу. Хозяином Дворца оказался Сугуру Камосида — учитель физкультуры, который видит себя королём школы а учеников — своими рабами и сексуальными объектами. Камосида приказал страже убить Рюдзи и протагониста, но внезапно у Джокера пробудилась персона Арсен впоследствии сильного желания спасти Рюдзи. Парни сбегают и по пути спасают непонятное существо по имени Моргана, похожее на кота, но в то же время персонаж уверен, что он вовсе не кот. Моргана помогает Рюдзи и Джокеру успешно сбежать, и те возвращаются в реальный мир.
Позже Джокер узнаёт, что Камосида действительно очень несправедливо относится к ученикам, но его поведение игнорируют из-за его высочайшего статуса как тренера по волейболу и олимпийского чемпиона, а члены команды по волейболу отрицают то, что он их избивает. Последней каплей стал инцидент, когда одноклассница Джокера Сихо Судзуи предприняла попытку суицида, спрыгнув с крыши школы из-за того, что Камосида её изнасиловал. Рюдзи впадает в ярость и пытается восстать против него, однако тот пригрозил тем, что настучит на него и на Джокера и сделает все возможное, чтобы их отчислили. В тот же день Моргана, который, оказавшись в районе Сибуя, принял форму говорящего кота, находит подростков и объясняет им, что если они хотят остаться в школе, им нужно ограбить Дворец Камосиды; Камосида в реальном мире ничего не знает о Дворце и что там происходит, это видит только искажённый Камосида. Не видя другого выбора, парни соглашаются.
Разговор подслушала лучшая подруга Сихо Энн Такамаки и сказала, что тоже хочет отомстить за подругу. Вчетвером они отправляются во Дворец, побеждают учителя физкультуры, и вскоре тот признаётся во всех преступлениях. Узнав, насколько сильный эффект создаёт манипуляция с Дворцами, герои объединяются под флагом Призрачных Похитителей Сердец (англ. Phantom Thieves of Hearts), чтобы изменить общество и избавить его от преступников и амбициозных злодеев. Каждый член банды берёт себе кодовое имя: протагонист — Джокер, Рюдзи — Череп, Моргана — Мона, Энн — Пантера.
По мере совершения всё новых похищений, группа, разрастающаяся постепенно до Джокера, Рюдзи, Энн, Морганы, художника Юсукэ, президента школьного совета Макото, хакерши Футабы и наследницы ресторанной сети Хару, привлекает внимание властей и правоохранительных органов, а их популярность в качестве народных мстителей начинает расти. Саэ, ведущая расследование, начинает охоту за Похитителями Сердец, а сама группа раскрывает теневой заговор, который выводит их на случаи «ментального отключения», которые происходят, если хозяина Дворца в подсознательной реальности не ограбить, а убить. Череду успешных ограблений прерывает несчастный случай, при котором «отключается» один из хозяев Дворцов, президент ресторанного бизнеса Куникадзу Окумура, после чего умирает в реальном мире. Группа понимает, что их подставил тот, кто стоит за ментальными отключениями, а детектив Горо Акэти раскрывает личности Похитителей Сердец, но пользуется моментом и присоединяется к группе при том условии, что следующее их дело будет последним.
Последнее ограбление приводит игру к начальной сцене, где герои нападают на казино, а протагонист оказывается на допросе. Выясняется, что Горо — предатель, всё это время работавший вместе с автором идеи о ментальных отключениях, и именно он ответственен за смерть отца Хару. В ходе допроса протагонист убеждает Саэ в своих искренних намерениях и просит её подыграть Призрачным Похитителям Сердец. После ухода Саэ из комнаты допроса появляется Горо, открывается Джокеру и убивает его выстрелом в голову. Однако к тому времени группа и так знала о его предательстве и просто заманила его во Дворец Саэ, где он убил не настоящего Джокера, а его подсознательную копию.
Преисполненная желания отомстить, группа решает нанести ответный удар и выходит на того, кто руководит всем заговором — политика Масаёси Сидо, который готовится занять кресло премьер-министра Японии. Похитители Сердец нападают на Дворец Сидо, где встречают Горо, который раскрывает правду — он является внебрачным сыном политика, и всё это время следовал своему плану по превращению жизни ненавистного отца в ад. После неудачной попытки убить Призрачных Похитителей Сердец Горо жертвует собой, умоляя Джокера и его друзей украсть сердце Сидо. Похитители успешно побеждают политика, и тот сознаётся во всех своих преступлениях.
Но на этом проблемы не заканчиваются: несмотря на то, что Сидо сознался в своих преступлениях, жители Токио не хотят признавать Призрачных Похитителей Сердец и их вклад — после травли в СМИ их стали считать убийцами и преступниками. Пытаясь хоть как-то исправить положение, группа отправляется вглубь Мементоса — «Дворца для всех». Там они выясняют, что человечество просто не хочет принимать решения и менять общество, несмотря на любые изменения и помощь в осознании происходящего. Достигнув дна Мементоса, друзья обнаруживают там гигантское сокровище, Святой Грааль, которое выкидывает их из Метареальности, а потом вообще стирает из существования. На фоне происходящего реальный мир и Метареальность сливаются воедино, и никто, кроме доверенных Джокера, этого не видит.
Джокер просыпается в Бархатной Комнате, где после череды событий узнаёт, что Игорь, традиционный хранитель Комнаты — самозванец. На самом деле в его кресле всю игру сидел бог контроля Ялдабаоф, который захватил Бархатную Комнату, похитил настоящего Игоря, а его ассистентку, Лавенцу, разделил на две личности — Каролину и Юстину. Моргана оказывается творением Игоря, который из последних сил создал его, чтобы помочь протагонисту (или, как он его называет, «Трикстеру») остановить бога. Сам Ялдабаоф был создан волей человечества, желающего контроля над собой. Поддержка общества помогает Призрачным Похитителям Сердец победить бога контроля, а протагонисту — призвать из жажды человечества к свободе свою ультимативную персону, Сатанаэля. Джокер делает решающий выстрел, и Ялдабаоф исчезает, а с ним пропадает и Метареальность заодно с Морганой (поскольку он являлся её частью) и Дворцами.
После победы главного героя встречает Саэ: чтобы отправить Сидо за решётку, нужно признание лидера Призрачных Похитителей Сердец, иначе Сидо могут оправдать. Герой проводит канун Рождества с любимой девушкой или друзьями, после чего Саэ велит ему сдаться властям, чтобы снять с друзей подозрение. В тюрьме он проводит два месяца: поддержка со стороны его друзей позволяет найти девушку, пострадавшую от рук Сидо год назад — и в результате все обвинения с него снимаются. Когда протагонист возвращается к Содзиро, возвращается и Моргана, который навсегда остаётся котом. Месяц спустя в финальной сцене протагонист прощается с Содзиро, который уже к нему привык и пускает слезу, после того как тот выходит из кафе. По дороге на вокзал Юсукэ ловит протагониста в районе Сибуя и ведёт его к микроавтобусу, где его ждут друзья вместе с Морганой. Моргана чинит машину, и Похитители Сердец все вместе везут протагониста домой, в родной город. Моргана остаётся жить с главным героем.

### Royal
В отличие от оригинальной версии, в Royal с Призрачными Похитителями взаимодействуют два новых героя: Касуми Ёсидзава, гимнастка, которая поступила в школу «Сюдзин» одновременно с Джокером, и Такуто Маруки, школьный психолог, которого наняли на работу после того, как Камосида сознался в преступлениях. 3 октября, пока Похитители Сердец занимались нападением на космическую станцию Окумуры, Касуми пригласила Джокера в район Одайба, где они находят неизвестный Дворец. Там же у неё пробуждается персона — Золушка. Касуми также узнаёт, что протагонист и его друзья являются Похитителями Сердец. Маруки же по очереди ведёт сеансы с каждым членом банды и узнаёт об их самых больших желаниях.
В канун Рождества Похитители Сердец побеждают бога контроля Ялдабаофа и освобождают человечество. После победы протагонист оказывается в районе Сибуя, где его встречает Саэ и говорит ему: чтобы отправить Сидо за решётку, нужно признание лидера Призрачных Похитителей Сердец, иначе Сидо могут оправдать. Джокер собирается согласиться, но появляется Горо Акэти и заявляет, что он сделает это за протагониста, так как он стоял за ментальными отключениями. Саэ и Акэти уходят, а протагонист возвращается домой и справляет Рождество со своей приёмной семьёй (если игрок построил с кем-то романтические отношения, то Джокер проведёт праздник с любимой, если их несколько, то у игрока будет выбор).
Похитители Сердец все вместе празднуют Новый год, а первого января протагонист и Касуми идут в святилище, чтобы отметить Сёгацу. Но происходит нечто странное: Моргана стал человеком, Рюдзи снова ходит в легкоатлетическую секцию, которая уже давно распалась из-за Камосиды, Юсукэ снова живёт со своим опекуном Мадарамэ и его картины успешно попадают в музей, Энн и её лучшая подруга Сихо Судзуи вместе прекрасно проводят время, Акэти вдруг освободили, ни один школьник в Сюдзин, включая Сихо и Мисиму, не пострадали от учителя физкультуры, а Окумура, родная мать Футабы Вакаба Иссики, и отец Макото и Саэ снова живы. Все делают вид, что всё нормально, о смертях они будто забыли, кроме протагониста и Акэти. Они пришли к соглашению, что нужно исправлять ситуацию. Вместе с Касуми они отправляются в тот неизвестный Дворец. Герои узнают, что хозяин Дворца — Такуто Маруки, и что «Касуми» — на самом деле Сумирэ Ёсидзава, младшая сестра настоящей Касуми, которую сбила машина, когда та пыталась спасти Сумирэ от аварии.
Горо и Джокер возвращают других Похитителей Сердец к реальности, они соглашаются остановить психолога, а Сумирэ после долгих уговоров присоединяется к ним. Если игрок не будет бороться с Маруки, мир будет жить сладкой ложью и мечты всех сбудутся: Джокер останется жить в Токио насовсем и Акэти останется в живых, а также хорошим другом протагониста, Рюдзи будет чемпионом по бегу, с Сихо всё будет хорошо, Сумирэ будет жить в теле Касуми и от памяти о её настоящей себе не останется следа, Юсукэ будет жить со своим наставником, Содзиро, Вакаба и Футаба станут семьёй, отцы Макото и Хару останутся в живых, а Моргана — человеком. После титров будет показано фото, на котором Призрачные Похитители тусуются в гостях у Джокера, но на фото есть одна деталь: протагонист и Акэти стоят отдельно от друзей, а также поглядывают на игрока со взглядом «это действительно правильный выбор?»
Если игрок решит завершить дело, Похитители Сердец успешно победят психолога, Акэти покинет этот мир, Моргана и Метареальность исчезнут, а протагониста посадят за решётку. Похитители Сердец и доверенные Джокера будут пытаться всячески его оправдать, и в итоге все обвинения с него снимут. В последний день Джокера в Токио его друзья соберутся вместе и обсудят свои цели в настоящей реальности: Рюдзи хочет вылечить сломанную ногу и вернуться в атлетику, Энн собирается учиться за границей, Юсукэ будет писать новую картину, Макото поступит на юридический факультет, Футаба пойдёт в школу после долгих лет сидения дома, а Хару будет реализовывать мечту: открыть уютное кафе. Внезапно возвращается Моргана, который навсегда остаётся котом, хотя и говорит, что хочет продолжать изучать себя.
На следующий день Призрачные Похитители собираются отвезти протагониста с Морганой домой, но чувствуют, что их преследует полиция. Пока Призрачные Похитители отвлекают правоохранителей, Джокера безвозмездно отвозит на вокзал Такуто Маруки, ставший таксистом. Похитители Сердец прощаются с протагонистом, обещая друг другу, что это не последняя их встреча. На вокзале Джокер видит Сумирэ, у которой теперь всё хорошо, она желает Джокеру того же. Герой с Морганой едут домой на электричке, а их токийские друзья работают над своими целями. Если выполнить определённые требования, то после титров будет показана короткая сцена, где по дороге домой протагонист видит на станции в окружении полицейских мужчину, слегка напоминающего детектива Горо, а в окне поезда отражается Джокер в наряде Похитителя Сердец.

## Разработка
Разработка нового выпуска сериала Persona была подтверждена ещё в августе 2011 года. Согласно информации из журнала Dengeki, основная подготовка и разработка концепции была завершена в середине 2011 года, но на тот момент времени игра упоминалась исключительно как «следующая номерная часть сериала Persona». Было также подтверждено, что в разработке игры принимают участие Сигэнори Соэдзима (в качестве дизайнера персонажей) и Сёдзи Мэгуро (постоянный композитор сериала).
В отличие от Catherine, созданной на движке Gamebryo, для создания Persona 5 использовался новый движок, созданный непосредственно Atlus. В отличие от прошлых проектов, в игре используются реалистичные модели персонажей.
В ноябре 2013 года прозвучал официальный анонс, подкреплённый коротким тизером, но без какой-либо конкретной информации о самой игре. В феврале 2014 года Atlus подтвердила, что игра будет выпущена в Северной Америке. На пресс-конференции Sony Computer Entertainment Japan/Asia было так же заявлено, что игра, помимо PlayStation 3, появится и на PlayStation 4.
17 сентября 2015 года был показан третий трейлер игры в рамках Tokyo Game Show 2015, где было объявлено о переносе игры на лето 2016 года. По словам Кацуры Хасино, продюсера игры, дополнительное время на разработку было взято для полировки «самой большой игры, разработкой которой он руководил».

## Реакция
| Сводный рейтинг | Сводный рейтинг                                                              |
| Агрегатор | Оценка                                                                       |
| --- | ---------------------------------------------------------------------------- |
| GameRankings | 93,30 %                                                                      |
| Metacritic | PS4: 93/100 Royal PS4: 95/100 PS5: 91/100 NS: 94/100 XSXS: 94/100 PC: 95/100 |
| Иноязычные издания |                                                                              |
| Издание | Оценка                                                                       |
| 4Players | 91/100 92/100 (Royal)                                                        |
| Destructoid | 9/10                                                                         |
| Edge | 8/10                                                                         |
| EGM | [ 17 ]                                                                       |
| Eurogamer | Essential                                                                    |
| Famitsu | 39/40 37/40 (Royal)                                                          |
| Game Informer | 9.25/10 9.25/10 (Royal)                                                      |
| GameRevolution | 5/5                                                                          |
| GameSpot | 9/10 10/10 (Royal)                                                           |
| GamesRadar+ | [ 26 ]                                                                       |
| Hardcore Gamer | 4.5/5 4.5/5 (Royal)                                                          |
| IGN | 9.7/10 10/10 (Royal)                                                         |
| Jeuxvideo.com | 18/20 (Royal)                                                                |
| Nintendo Life | 10/10 (Royal)                                                                |
| OPMUK | 10/10 10/10 (Royal)                                                          |
| Polygon | 9/10 Recommends (Royal)                                                      |
| Push Square | · (Royal)                                                                    |
| RPGamer | 5/5 4.5/5 (Royal)                                                            |
| RPGFan | 87/100                                                                       |
| The Guardian | [ 42 ]                                                                       |
| USgamer | 5/5                                                                          |
| Вы заполнили один или более параметров, поддержка которых прекращена. Обратитесь к документации шаблона за списком этих параметров и правильным оформлением. |                                                                              |

Игра получила всеобщее признание критиков, согласно агрегатору рецензий Metacritic, средневзвешенная оценка составила 93/100 (оригинал на PS4).